# Domingos Duarte
Domingos de Sousa Coutinho Menezes Duarte conhecido como Domingos Duarte (Cascais, 10 de março de 1995) é um futebolista português que atua como zagueiro. Atualmente defende o Getafe.

## Carreira

### Sporting
Nascido em Cascais, Distrito de Lisboa, Duarte ingressou na academia de jovens do Sporting aos 16 anos, vindo do Arada onde fez a formação. Ele passou duas temporadas completas como suas reservas na Segunda Liga para iniciar sua carreira sênior, sua primeira partida na competição ocorreu no dia 5 de outubro de 2014, quando jogou 90 minutos na vitória em casa por 2 a 1 sobre o CD Trofense , cumpriu empréstimos de 2016 a 2018, respectivamente no CF Os Belenenses e GD Chaves e com os dois clubes competindo na Primeira Liga . Ele estreou-se na liga em 14 de agosto de 2016, ao serviço do clube de Belém, com uma derrota fora de casa por 0-2 contra o Vitória de Setúbal, e marcou seu primeiro gol em 1 de outubro do mesmo ano, com uma derrota fora de casa por 1 a 3. precisamente Chaves, ainda jogador do Sporting, Duarte assinou com o Deportivo de La Coruña com uma opção de compra. Marcou na sua primeira participação na Segunda Divisão espanhola, ajudando os visitantes a ganhar um ponto em Albacete Balompié após o empate por 1 a 1.

### Granada
Em 14 de julho de 2019, Duarte juntou-se ao recém-promovido Granada CF em um contrato de quatro anos por uma taxa de € 3 milhões, com o Sporting mantendo 25% dos direitos futuros de venda. Ele estreou na La Liga em 17 de agosto, jogando o empate fora por 4 a 4 contra o Villarreal CF e marcou seu primeiro gol em 5 de outubro, com uma derrota por 4 a 2 contra o Real Madrid .

### Getafe
Em 11 de julho de 2022, Duarte foi anunciado pelo Getafe, assinando por quatro temporadas.